# Cyclocephala alutacea
Cyclocephala alutacea är en skalbaggsart som beskrevs av Höhne 1923. Cyclocephala alutacea ingår i släktet Cyclocephala och familjen Dynastidae. Inga underarter finns listade i Catalogue of Life.